# Lawrencega hewitti
Espèce
Synonymes
- Melanoblossia hewitti Lawrence, 1929

Lawrencega hewitti est une espèce de solifuges de la famille des Melanoblossiidae.

## Distribution
Cette espèce est endémique d'Afrique du Sud.

## Description
Le mâle holotype mesure 10 mm.

## Étymologie
Cette espèce est nommée en l'honneur de John Hewitt.

## Publication originale
- Lawrence, 1929 : New South African Solifugae. Annals of the South African Museum, vol. 29, p. 153–179.